# Palazzo Pignatelli di Toritto
El Palazzo Pignatelli di Toritto es un palacio monumental situado en Piazzetta Nilo, en pleno centro histórico de Nápoles, Italia.

## Historia
Fue edificado por voluntad de Cesare Pignatelli, barón de Orta y de Toritto. La construcción se realizó en 1499 en estilo renacentista, pero en 1736 fue renovado en estilo barroco, asumiendo el aspecto actual, tras la reconstrucción de la cercana Capilla de Santa Maria Assunta dei Pignatelli.
Durante la restauración, se recubrieron todos los elementos renacentistas del palacio; sin embargo, algunos todavía son visibles, como los blasones de la familia Pignatelli en la fachada. Otro blasón está pintado en el techo del vestíbulo.
En el edificio se encuentran restos probablemente pertenecientes al Sedile di Nilo.